# Povest

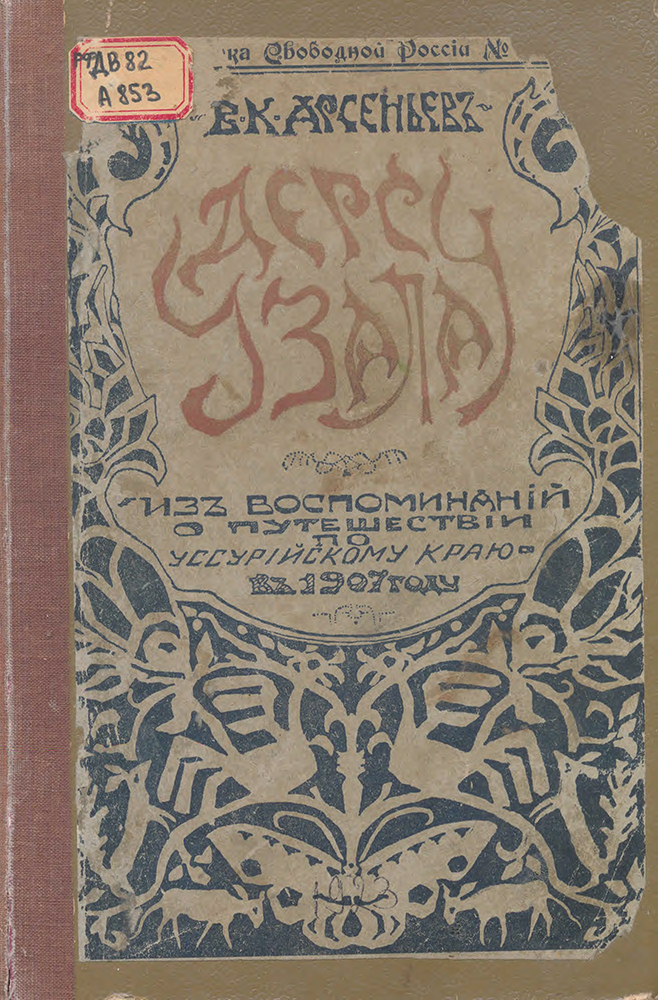
Portada del llibre de V. Arsèniev "Dersu Uzala" (Дерсу Узала), del gènere povest.

El povest, rus: Повесть, és un subgènere narratiu prosàic en la literatura russa el qual es basa d'històries curtes, és a dir, obres narratives que per la seva extensió se situen entre el conte i la novel·la. És un gènere del qual se'n coneixen adaptacions tant en el món del cinema com del teatre.
A Catalunya, la narració més semblant a un povest és la novel·la curta.

## Característiques
El gènere d'una història povest és una transició entre la novel·la i la història i, per tant, és difícil de determinar sense ambigüitats.
El Povest és un tipus d'història escrita en prosa, que, en ser considerat com una novel·la curta, normalment consta d'una extensió d'entre 7.000 a 40.000 paraules, tot i que pot variar.
La trama del povest clàssic (com s'ha desenvolupat en la literatura realista de la segona meitat de segle XIX) generalment es concentra en la imatge del protagonista; la seva personalitat i destinació es revelen en els pocs esdeveniments en els quals hi està directament involucrat. Les històries secundàries en la història (a diferència de la novel·la), com a regla, són absents; el cronòtop narratiu es concentra en un interval estret de temps i espai. El nombre de personatges al povest, en general, és menor que a la novel·la, i la clara distinció entre els personatges principals i secundaris de la història, característica de la novel·la, generalment està absent o aquesta distinció no és essencial per al desenvolupament de l'acció.
De vegades, el mateix autor caracteritza la mateixa obra en diferents categories de gènere. Per exemple, Turgenev primer va definir "Rudin" un povest i després una novel·la. Els noms de les històries sovint s'associen amb la imatge del protagonista ("Pobre Lisa" de N. Sr. Karamzin) o amb un element clau de la trama ("El gos dels Baskerville" A. Conan-Doyle).

### El povest a les diferents llengües
El povest és un terme existent des de fa segles, i per tant, no és fins a dia d'avui que podem conèixer arreu del món amb facilitat la seva existència i entendre què és a partir de la comparació de termes semblants en altres llengües diferents.
|          | Narració curta de tradició oral | Narració curta de tradició escrita | Narració mitjana                 | Narració llarga |
| -------- | ------------------------------- | ---------------------------------- | -------------------------------- | --------------- |
| Català   | Conte Història                  | Conte Novel·la curta               | Novel·la                         | Novel·la        |
| Castellà | Cuento Historia                 | Cuento Novela corta                | Novela                           | Novela          |
| Anglès   | Tale Story                      | Short story                        | Short novel Long story "Novella" | Novel Romance   |
| Francès  | Historie Nouvelle               | Conte Novellette Récit             | Nouvelle (Sotie)                 | Roman           |
| Italià   | Storia Fiaba Favola             | Novella                            | Racconto (lungo, breve)          | Romanzo         |
| Alemany  | Marchen Erzählung               | Geschichte Kursgeschichte          | Novelle                          | Roman           |
| Rus      | Istoriya Skazka                 | Rasskaz Novella                    | Povest'                          | Roman           |

## Història

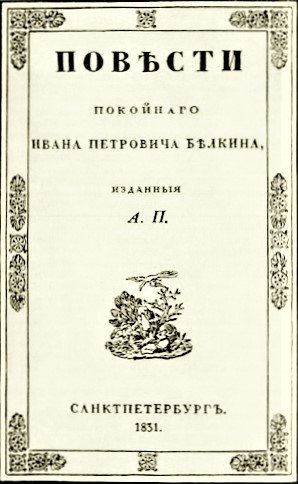
Llibre de Pushkin "Povesti Belkina" (Повести Белкина) de l'any 1831, denominat com a povest.

El povest és un dels gèneres literaris èpics del qual la seva la definició ha anat canviant al llarg de la història.
En la literatura russa antiga, el terme povest' es va aplicar originalment en obres breus o en prosa (i de vegades vers) que mancaven d'un estil netament expressiu del llenguatge literari, independentment del seu contingut genèric. N'és un exemple el Relat de la Destrucció de Riazan de Batyi).
A la meitat del segle xviii, després que els escriptors russos adoptessin del terme roman (per a narracions llargues o novel·les), les designacions genèriques de les obres en prosa es van fer menys clares i es van aplicar diferents termes a les obres amb una extensió semblant. Per exemple, Fyodor Emin va classificar el seu llibre Aventures de Miramond escrit l'any 1763com a roman, mentre que per altra banda, M. M. Kheraskov es referia al seu Polidoro com a povest'. Després de N. M. Karamzin, el povest es considerava una obra en prosa relativament curta i la romana com una obra relativament llarga. Així, Pushkin va publicar una de les seves obres amb el títol Povesti Belkina (Contes de Belkin), però es referia a La filla del capità com a roman.
L'any 1835, l'escriptor V. G. Belinski va proposar una definició general que resumís la distinció entre el roman i el povest, que va descriure com a "una novel·la (roman) ... dividida en parts", o "un capítol arrencat d'una novel·la". Aleshores, les rasskazy (narracions curtes), moltes d'elles escrites a l'estil d'esbossos literaris (ocherki), van aparèixer a la dècada de 1840. El concepte del rasskaz va ocupar un lloc especial entre les denominacions de gèneres literaris. Gradualment, es va anar desenvolupant una concepció teòrica ferma: el rasskaz era la forma curta de la prosa èpica, el povest era la forma de longitud mitjana i el roman era la forma llarga. Avui dia, aquestes definicions continuen sent acceptades.
Tanmateix, tal com va explicar Belinski, el povest no només "pot contenir" "un esbós lleuger dels modals", "una sarcàstica esbossada a l'home i la societat", sinó també "el misteri profund de l'ànima" i "el joc cruel de les passions". Dit d'una altra manera, Belinski va observar que les obres en prosa de la mateixa longitud (per exemple, de longitud mitjana) poden variar en el seu contingut genèric. Poden ser descriptius de costums (“un esperit de l'home i de la societat”) o poden ser de novetat (romanicheskie), revelant el “misteri de l'ànima” i el “joc de les passions”. Un tercer tipus possible de el contingut genèric és l'heroic (el conflicte de les forces socials). Així, l'obra creativa de N. V. Gogol inclou el povest que exemplifica tres tipus de contingut genèric ("La història de com Ivan Ivanovich es va disputar amb Ivan Nikiforovitx", "El retrat" i "Taras Bulba"). L'obra creativa d'Anton Txékhov inclou povest (textos de longitud mitjana) que són essencialment novel·les curtes (per exemple, Three Years and My Life). De vegades, fins i tot obres de versos narratius llargs, o “poemes” èpics que no tenen un tema elevat, s'anomenen povest, que s'afegeixen a la confusió sobre la terminologia. Evidentment, la terminologia genèrica existent s'ha de revisar i precisar.

## Adaptacions cinematogràfiques
En ser una història curta, és normal trobar novel·les povest que s'hagin adaptat al cinema. Aquí hi ha un recull d'adaptacions cinematogràfriques de llibres considerats povest al llarg de la història:
| Nom del llibre           | Autor/a            | Any de la publicació | Nom del film          | Director/a                     | Any         |
| ------------------------ | ------------------ | -------------------- | --------------------- | ------------------------------ | ----------- |
| The Story of a Real Man  | Boris Polevoy      | 1946                 | Tale of a True Man    | Aleksandr Stopler              | 1948        |
| Dersu Uzala              | Vladimir Arsèniev  | 1921                 | Dersú Uzalà           | Agasi Babayan / Akira Kurosawa | 1961 / 1975 |
| Quo Vadis? (en episodis) | Henryk Sienkiewicz | 1896                 | Quo Vadis             | Mervyn Lerroy                  | 1951 / 2016 |
| Ivan                     | Vladimir Bogomolov | 1957                 | La infancia de Ivan   | Andrei Tarkovski               | 1962        |
| Jack and the Beanstalk*  | ?                  | 1734 i 1807          | Jack the Giant Slayer | Bryan Signer                   | 2013        |

*Tot i ser un conte anglès tradicional, s'han fet adaptacions literàries arreu del món. En el cas de Rússia, se l'ha considerat povest.